# Bünzen
Bünzen est une commune suisse du canton d'Argovie dans le district de Muri.
L'ingénieur Carl Roman Abt est natif de la commune.

Photo aérienne prise par Walter Mittelholzer (1918-1937)

## Liens externes

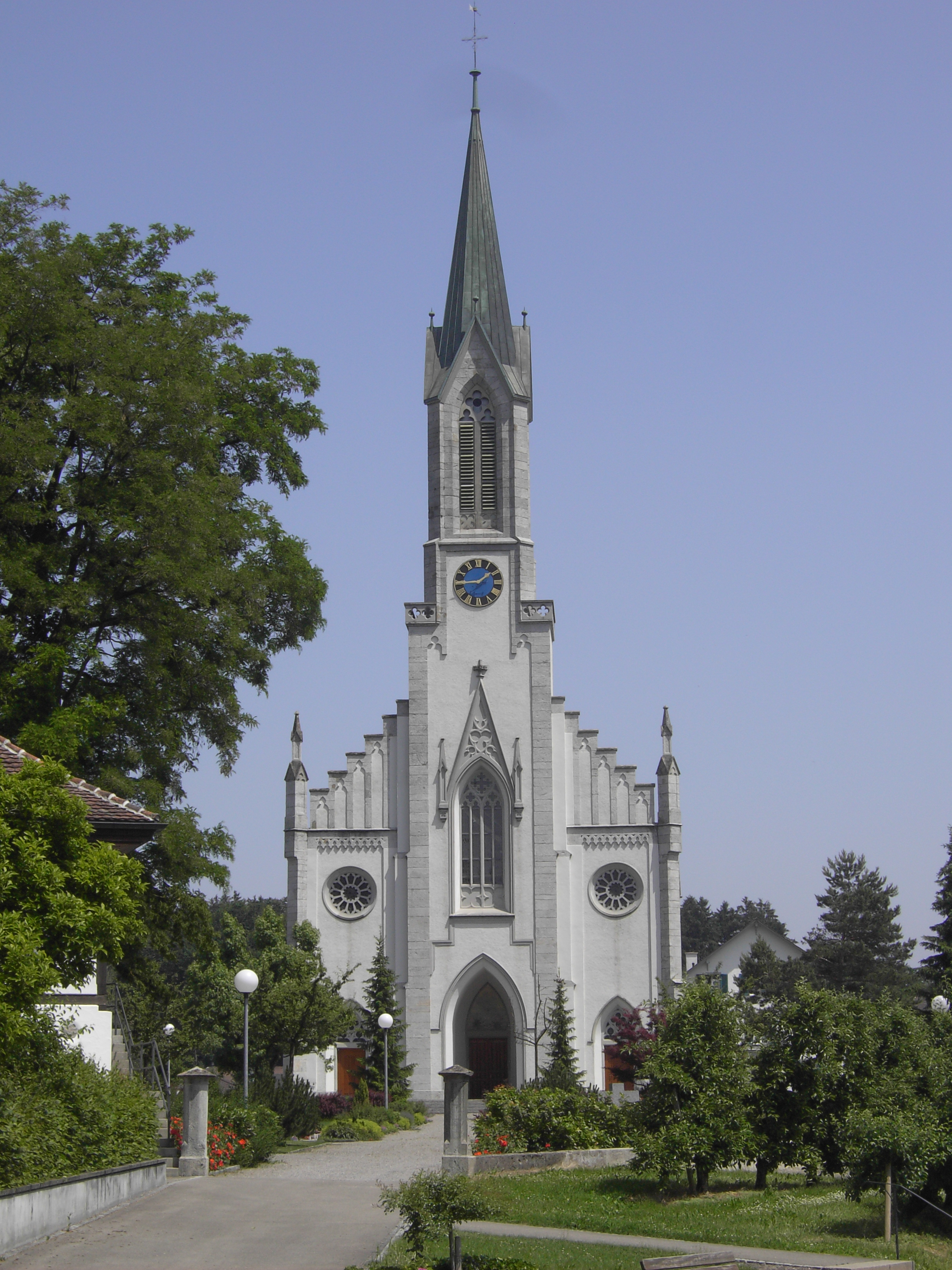
Église de Bünzen